# Hakenwurf

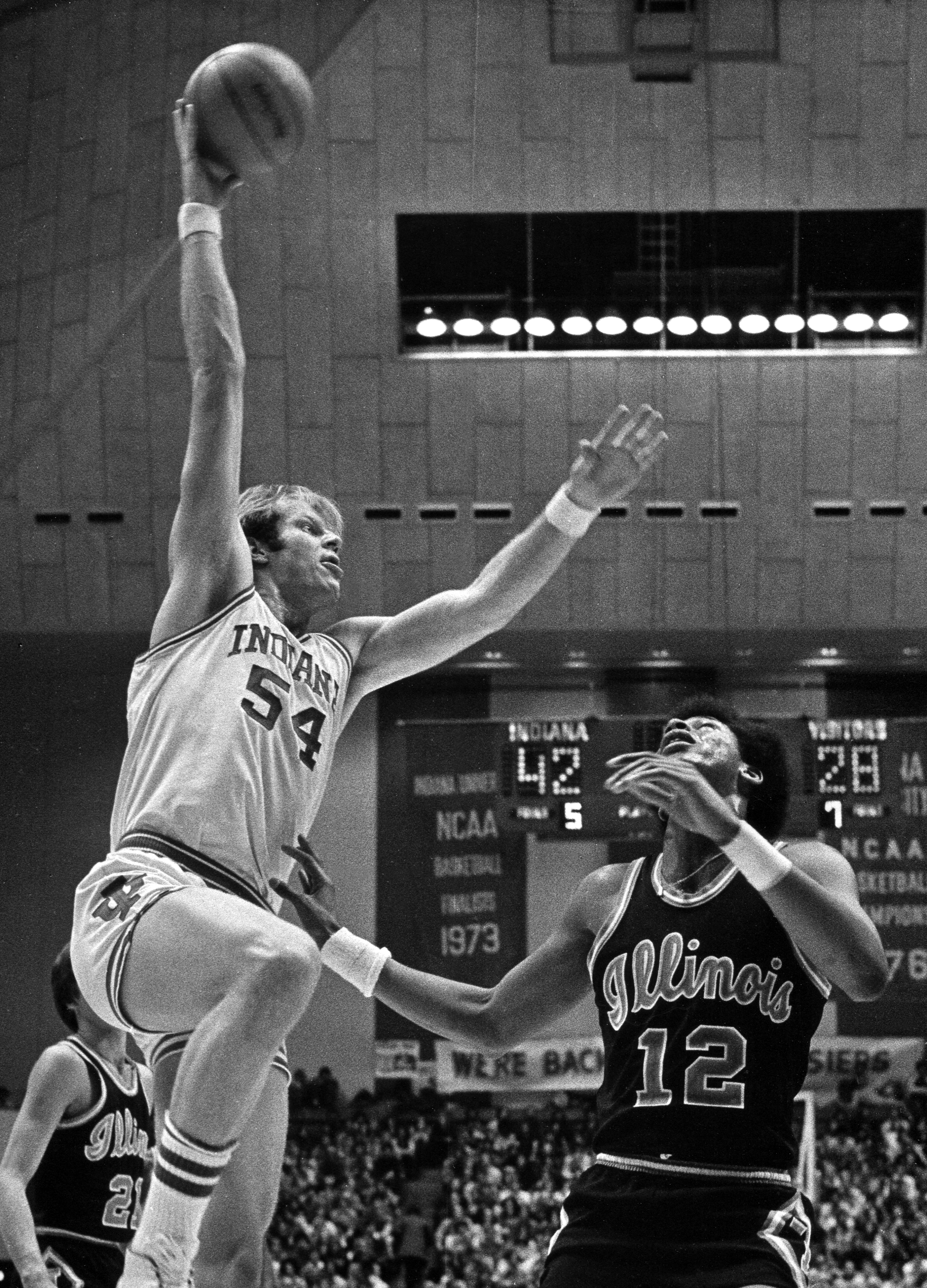
Kent Benson wirft einen Sky Hook.

Der Hakenwurf (englisch Hook shot) ist eine Wurftechnik in der Sportart Basketball. Er wird zu den Langarmwürfen gezählt.
Dabei wird der Ball mit nach oben ausgestrecktem Arm in einer Bogenbewegung Richtung Korb geworfen. Die verschiedenen Ausführungen des Wurfes eignen sich, um bei enger Verteidigung in Korbnähe einen Wurf anzubringen. Durch den Hakenwurf vergrößert der Angreifer seinen Abstand zum Verteidiger, insbesondere durch den ausgestreckten Wurfarm sowie den angewickelten freien Arm. Durch den hohen Abwurfpunkt und die hohe Flugkurve ist der Hakenwurf schwer zu verteidigen. Er wird vornehmlich von Centern und Power Forwards verwendet, da er insbesondere aus der Nahdistanz gewinnbringend einzusetzen ist. Für Spieler, die von einer Außenposition zum Korb ziehen, ist die Nutzung eines Hakenwurfs sinnvoll, wenn ein Druckwurfkorbleger nicht oder nur unter erschwerten Bedingungen möglich ist.
Der Hakenwurf ist eine seit den Anfängen des Basketballs bekannte und genutzte Wurftechnik. Der Deutsche Basketball Bund empfiehlt in der Technikschulung die Einführung des Hakenwurfs im Altersbereich U16 zunächst aus einbeinigem und dann beidbeinigem Absprung, jeweils mit späterer Festigung und Schulung der Wurftechnik.

## Gliederung

### Standardhaken
Diese Grundform des Wurfes wird aus dem Stand mit Auftaktschritt beziehungsweise nach einem Dribbling oder aus dem Schneiden zum Pass mit Eintakt- oder Zweitaktschrittfolge ausgeführt. Der Körper des Angreifers befindet sich seitlings zum Korb. Der Ball kann mit dieser Technik unmittelbar in den Korb oder über den Umweg des Bretts in diesen geworfen werden.

### „Sky Hook“
Der „Sky Hook“ beginnt mit einer Schrittfolge, dabei springt der Spieler in einer bogenförmigen Bewegung mit dem Bein, welches näher zum Korb ist ab, und benutzt das äußere Bein bzw. das Knie, um Schwung zu holen. Gleichzeitig streckt er den vom Korb wegzeigenden Arm voll aus und wirft den Ball ohne sein Handgelenk abzuklappen in einem hohen Bogen Richtung Korb. Ein Vorteil des „Sky Hooks“ ist, dass man seinen Wurfarm durch seinen Körper vor dem verteidigenden Spieler schützt.

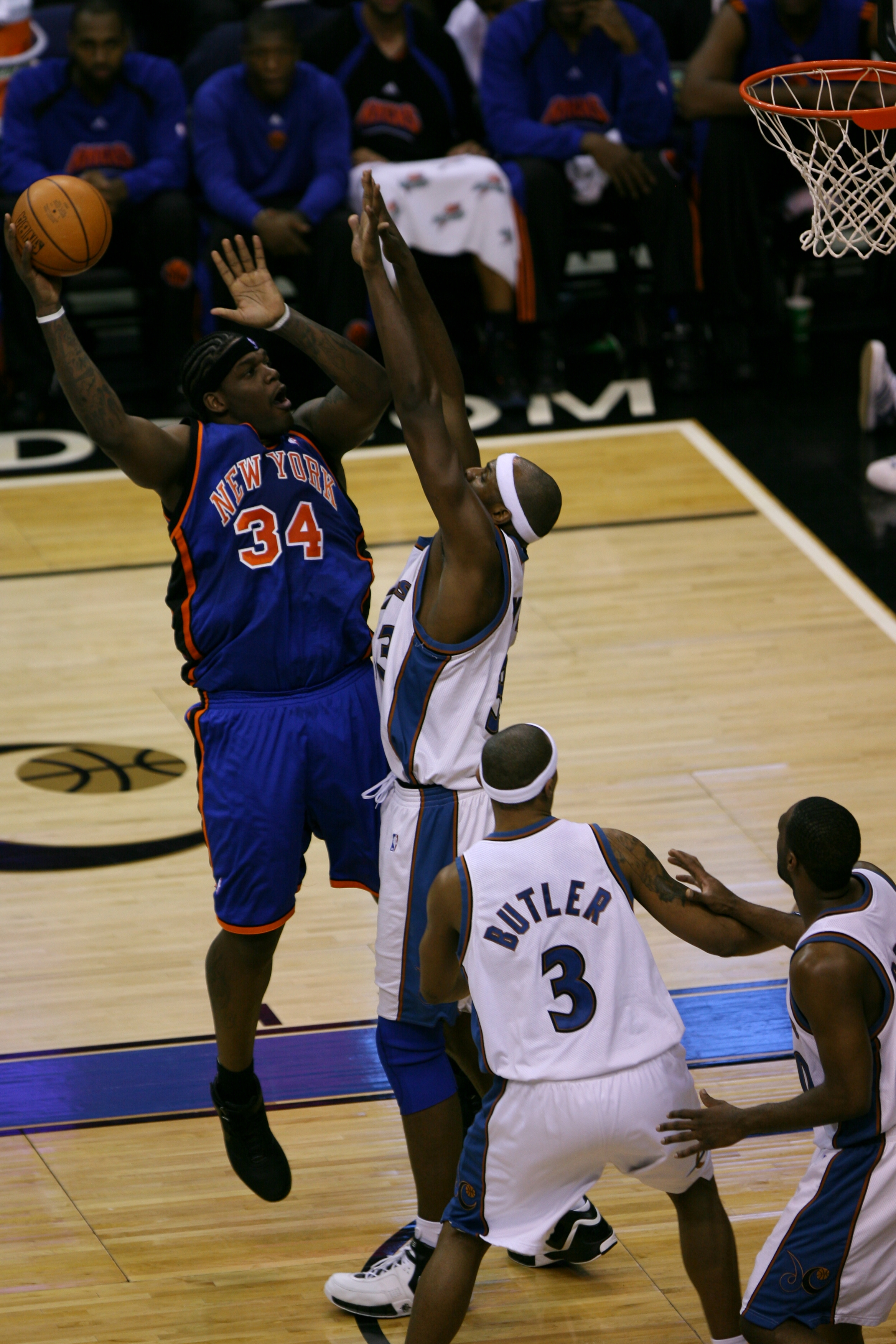
Eddy Curry bei einem Jump Hook.

Als Meister dieser Technik galt Kareem Abdul-Jabbar, dessen hocheffizienter Hakenwurf zum ersten Mal als „Sky Hook“ bezeichnet wurde. Dass diese Wurftechnik aus der Mode kam, ist nach Einschätzung Abdul-Jabbars unter anderem darauf zurückzuführen, dass mehr Wert auf das Einüben des Dreipunktewurfs gelegt wird. Der „Sky Hook“ gilt als sehr anspruchsvoll und schwer erlernbar.

### Steiler Haken
Ähnlich wie der „Sky Hook“ beginnt diese Abwandlung des Standardhakens (in den USA „Baby Hook“ genannt) mit einer Schrittfolge und einer bogenförmigen Bewegung. Er unterscheidet sich dadurch vom „Sky Hook“, dass der Werfer beim eigentlichen Werfen das Handgelenk nicht steif hält, sondern den Ball mittels Abklappen des Handgelenks wirft.

### Halber Haken
Diese Angriffstechnik wird als „Zwischenstellung zwischen Unterhandwurf und Hakenwurf“ eingestuft. Der halbe Haken erfolgt nach einem Dribbling aus schräger Richtung zum Brett. Der Ball wird auf der Seite geworfen, die vom Dribbler aus dem Korb abgewandt ist. Diese Wurftechnik ist in 1-gegen-1-Situationen eine Alternative, wenn der einfache Korbleger vom Verteidigungsspieler verhindert wird.

### Jump Hook
Beim „Jump Hook“ springt der Spieler, anders als beim „Sky Hook“ und Steilen Haken, mit beiden Beinen ab und wirft den Ball wie beim steilen Haken mittels Abklappens des Handgelenks. Der „Jump Hook“ bringt einige Vorteile mit sich, z. B. dass der Werfer den Wurf schneller ausführen kann, und dass er durch das Abspringen den Ball an einem viel höheren Punkt wirft.
Der „Jump Hook“ ist eine häufig benutzte Variante, Shaquille O’Neal war für dessen Einsatz bekannt.